# Oscaecilia zweifeli
Espèce
Statut de conservation UICN

 DD  : Données insuffisantes
Oscaecilia zweifeli est une espèce de gymnophiones de la famille des Caeciliidae.

## Répartition
Cette espèce n'est connue que de sa localité type un ruisseau affluent du Mazaruni au Guyana et d'un autre spécimen collecté dans les environs de Cayenne en Guyane.

## Étymologie
Cette espèce est nommée en l'honneur de Richard George Zweifel.

## Publication originale
- Taylor, 1968 : The Caecilians of the World: A Taxonomic Review. Lawrence, University of Kansas Press.